# هردمبیل و هردم کلنگ
هردمبیل و هردم کلنگ نام یک مجموعه تلویزیونی ایرانی است که در سال ۱۳۵۱ به کارگردانی «پرویز خطیبی» ساخته شد و در نوروز ۱۳۵۲ از تلویزیون ملی ایران پخش گردید.

## خلاصه داستان
در این مجموعه تلویزیونی، گوشه‌هایی از زندگی مردی شوخ‌طبع به نام «هردمبیل» به تصویر کشیده می‌شود که در تهران قدیم می‌زیسته و زندگی‌اش را از راه معرکه‌گیری می‌گذرانده است.